# Château Cantemerle (wino)
Château Cantemerle – francuskie wino produkowane w winnicy Château Cantemerle.
W pierwszej oficjalnej klasyfikacji win z Bordeaux, wino to uzyskało wysoką, piątą klasyfikację Cinquièmes Crus, jako jedna z osiemnastu winnic. Nie nastąpiło to jednak w 1855 roku, kiedy klasyfikację przeprowadzono po raz pierwszy, ale dopiero rok później, po intensywnym lobbyingu Caroline de Villeneuve-Durfort, która dostarczyła dowody na rynkowe ceny tego wina (klasyfikacja opierała się wyłącznie na nich). Jest to jedyny w ciągu ponad 110 lat przypadek zmiany kategorii wina, poza Château Mouton Rothschild (które w 1973 roku podwyższyło klasyfikację z drugiej na pierwszą).